# Indywidualne Mistrzostwa Świata Juniorów na Żużlu 1999
Indywidualne Mistrzostwa Świata Juniorów na Żużlu 1999 – cykl turniejów żużlowych mających wyłonić najlepszych żużlowców do lat 21 na świecie. Tytuł wywalczył Brytyjczyk Lee Richardson.

## Finał
- 8 sierpnia 1999 r. (niedziela),  Vojens (Vojens Speedway Center)

| Msc. | Zawodnik             | Kraj            | Pkt       |             |  |
| ---- | -------------------- | --------------- | --------- | ----------- |  |
| 1    | Lee Richardson       | Wielka Brytania | 13        | (3,3,1,3,3) |  |
| 2    | Aleš Dryml           | Czechy          | 11        | (2,3,2,2,2) |  |
| 3    | Nigel Sadler         | Australia       | 10 +2+3+3 | (2,2,2,3,1) |  |
| 4    | Hans Niklas Andersen | Dania           | 10 +3+2   | (2,2,3,0,3) |  |
| 5    | Charlie Gjedde       | Dania           | 10 +3+1   | (3,2,3,0,2) |  |
| 6    | Rafał Okoniewski     | Polska          | 10 +1+2+d | (1,3,2,3,1) |  |
| 7    | Bjarne Pedersen      | Dania           | 10 +1+1   | (3,1,2,2,2) |  |
| 8    | Scott Nicholls       | Wielka Brytania | 10 +2+0   | (3,1,1,2,3) |  |
| 9    | Mariusz Franków      | Polska          | 8         | (d,3,1,1,3) |  |
| 10   | Tomasz Cieślewicz    | Polska          | 8         | (2,1,3,1,1) |  |
| 11   | David Howe           | Wielka Brytania | 6         | (1,0,0,3,2) |  |
| 12   | Kevin Doolan         | Australia       | 6         | (1,2,1,1,1) |  |
| 13   | Tomasz Chrzanowski   | Polska          | 5         | (1,1,3,0,0) |  |
| 14   | Paweł Duszyński      | Polska          | 2         | (0,0,0,2,0) |  |
| 15   | Simon Stead          | Wielka Brytania | 1         | (0,0,0,1,0) |  |
| 16   | Krzysztof Słaboń     | Kanada          | 0         | (0,0,0,u,0) |  |
|      | rez. Jack Gundestrup | Dania           | ns        |             |  |
|      | rez. Josef Franc     | Czechy          | ns        |             |  |

Uwaga! Polak Krzysztof Słaboń z licencją kanadyjską